# Aaron Klug
Aaron Klug (ur. 11 sierpnia 1926 w Pozelwie, zm. 20 listopada 2018 w Cambridge) – brytyjski chemik i biofizyk, laureat Nagrody Nobla w dziedzinie chemii w 1982 za rozwinięcie techniki krystalograficznej mikroskopii elektronowej i analizę struktury kompleksów białek i kwasów nukleinowych (m.in. za ustalenie budowy wielu białek i wirusów).

## Życiorys
Urodził się w litewskiej miejscowości Pozelwa w rodzinie żydowskiej. W wieku dwóch lat wyemigrował z rodzicami do Południowej Afryki.
Od 1962 był profesorem Uniwersytetu Cambridge, pracownikiem Laboratorium Biologii Molekularnej Medical Research Council w Cambridge. Od 1969 był członkiem The Royal Society, od 1969 – Amerykańskiej Akademii Umiejętności w Bostonie i innych.
Prowadził prace z dziedziny krystalografii i mikroskopii elektronowej. Rozwinął krystalograficzne metody elektronograficzne badania kształtu biomolekuł, m.in. białka oddechowego bezkręgowców – hemoglobiny, ustalił strukturę przestrzenną niektórych białek, wirusów helikalnych i sferycznych i nukleosomów. Zajmował się badaniami struktur przestrzennych. Za osiągnięcia w rozwoju tej metody badawczej otrzymał w 1982 Nagrodę Nobla w dziedzinie chemii. Laureat Medalu Copleya.